# 鵜飼沙樹
鵜飼沙樹（日语：鵜飼 沙樹），日本女性插畫家。

## 作品

### 小說插畫
- （著：湖山真 / 角川Sneaker文庫）
- 黑色子彈（著：神崎紫電 / 電撃文庫；中文版代理：台灣角川 / 天聞角川）
- 不會飛的蝴蝶與天空之鯱（著：手島史詞 / GAGAGA文庫；中文版代理：尖端出版）
- 黑貓的星期三（著：地本草子 / 集英社Super Dash文庫）
- （著：津田夕也 / Fami通文庫）
- 
- 轉生奇譚（著：相野仁 / Hero文庫；中文版代理：青文出版社）※僅至2卷
- 格蘭斯坦迪亞皇國物語（著：内堀優一 / HJ文庫；中文版代理：東立出版社）※僅至2卷
- 異世界拷問姬（著：綾里 けいし / MF文庫；中文版代理：台灣角川）
- 異世界迷宮最深部為目標（著：割内タリサ / OVERLAP）
- 學園陰陽師高中生，安倍春明。踏上了陰陽師之道。（著：黒狐尾花 / 電撃文庫）
- 魔獸調教師茨卡伊·J·馬克勞德的事件錄｛獸之王如是說｝（著：綾里けいし / NOVEL 0）

### CD封套
- PARCA（Matrica）
- Neuntoter（Matrica）

### 插圖
- 創刊号
- （日本文藝社（日语：日本文芸社））
- （日本文藝社）

## 來源
1. ↑  小說第5卷後記

## 外部連結
- （日語）https://twitter.com/ukaisaki （页面存档备份，存于）